# القمر المر (فلم)
القمر المر (بالإنجليزية: Bitter Moon) فيلم إثارة رومانسي فرنسي لعام 1992، من إخراج المخرج العالمي والبولندي الأصل «رومان بولانسكي» وبطولة بيتر كويوت وإيمانويل سيجنر وهيو غرانت وكريستين سكوت توماس، والفيلم مأخوذ من رواية «الأقمار المّرة Lunes de fiel» للكاتب الفرنسي «باسكال براكنير»، والتي ترجمت للإنجليزية تحت عنوان «الملائكة الشريرة  Evil Angels»، تدور الأحداث حول زوج غريب الأطوار مصاب بشلل نصفي يلتقي بأحد الركاب على متن سفينة سياحية ويروي له قصصاً عن زوجته الجميلة مما يجعل هذا الراكب يفتتن بالزوجة الجميلة افتتانًا لا يُقاوم. وضع موسيقى الفيلم «فانجاليس».
كان العرض الأول للفيلم في لندن - المملكة المتحدة في 12 يوليو 1992.
منح موقع قاعدة بيانات الأفلام على الإنترنت (IMDB) الفيلم درجة 7.2/ 10.

## طاقم التمثيل
- هيو غرانت: في دور نيجل دوبسون
- كريستين سكوت توماس: في دور فيونا دوبسون
- إيمانويل سينيه: في دور ميمي
- بيتر كويوت: في دور اوسكار بينتون
- لوكا فيلاني: في دور دادو
- بوريس برجمان: في دور صديق اوسكار
- فيكتور بانرجي: في دور السيد سنغ
- صوفي باتل: في دور امريتا سنغ
- اوليفيا برانو: في دور سيندي
- ستوكارد تشانينج: في دور بيفرلي
- ريتشارد ديوكس: في دور رجل في الحفلة
- داني وييتس: في دور قائد الأوركسترا
- دانيال دوبيرت: في دور منظم الحافلات
- ناتالي غالان: في دور فتاة في البوتيك
- إريك جونزاليس: في دور الطباخ[13]

## أحداث الفيلم
يقابل الزوجان البريطانيان نايجل وفيونا دوبسون، الجميلة الفرنسية «ميمي» على متن سفينة سياحية في البحر المتوسط، أثناء رحلة إلى إسطنبول ثم إلى الهند، ومرة ثانية يلتقي الزوج نايجل بميمي في البار، ويعرف أن زوجها اوسكار المقعد، كان يحاول أن يصبح كاتبًا وفشلت محاولاته وأصابه اليأس والإحباط. يلتقي ناجيل بالأمريكي المقعد، الذي يصطحبه لقمرته ويقص عليه قصته مع الجميلة ميمي، التي التقاها في حافلة بباريس، وكيف أنه فتن بها وظل يعود لنفس المحطة التي غادرت عندها الحافلة، ويراها في إحدى محلات الملابس، فهى نادلة في مطعم وأيضا تتلقى تمارين في الرقص، وتقيم مع زميلاتها.
يندهش نايجل بمكاشفة اوسكار، الذي يروي تفاصيل قصة عشقه لميمي وكيف إستكشفا معا أشكال علاقتهما الجنسية المتعددة من العبودية والسادية والتلصص، ونقل نايجل كل ماسمعه إلى زوجته فيونا، وهما على النقيض ويتميزا بالبرأة، فنرى نايجل وفيونا يلتقيان رجل هندي (السيد سينغ)، الذي يسافر مع ابنته الصغيرة أمريتا، ويسعدا بصحبتهما. يجلس ناجيل مع بعض المسافرين معه على متن السفينة، ولكي يتهرب من لعب الورق، يقبل دعوة ميمي التي تصحبه إلى قمرتها ظنا منه إنها تدعوه لفراشها، وهناك يجد زوجها اوسكار، ويغضب عند معرفته أنه ضحية مزحة من ميمي وزوجها، وينفرد به اوسكار ليكمل له قصته مع ميمي، وكيف تحول العشق المجنون إلى كراهية حيث أصبح يراها أقل منه ثقافيًا وإجتماعيًا، وتعّود إهانتها في الأماكن العامة، وعندما أصبحت حاملاً، أجبرها اوسكار على الإجهاض، قائلًا إنه سيكون أبًا رهيبًا، وعندما زارها في المستشفى، صدمه حالتها وكاد يندم في محاولاته لطردها من حياته، ويعدّها بعطلة في البحر الكاريبي، لكنه يغادر الطائرة قبل الإقلاع مباشرة، ويترك ميمي وحدها تبكي، ويكون نتيجة ذلك، إهمالها لنفسها، وتذبل ميمي الجميلة، وينصرف عنها اوسكار، حتى يصاب في حادثة ويفيق وهو في المستشفى وميمي بجواره لتخبره بأنه أصبح مقعدًا، وإنها ستكون بجانبه لتساعده، ولكن الأحداث تؤكد أنها بجانبه لتقتص منه، فهو لايستطيع الحركة بدونها، قد يقضى حاجته على ملابسه، إذا خرجت ولم تعد في موعدها المعتاد.
يترك ناجيل قمرة اوسكار للذهاب لزوجته، لكنه يلتقي ميمي ويتبادلان القبلات. وتتكرر زيارات ناجيل لقمرة اوسكار، الذي استمر في رواية قصته، وأن ميمي استمتعت بالسيطرة عليه وإذلاله، وإغراء الرجال أمامه، وعندما كان أوسكار يائس وأراد الموت، قدمت له ميمي  مسدسًا كهدية عيد ميلاد، وبعد أن عانوا من إرتفاع وإنخفاض مستوى علاقتهما معًا، أدركا أنهما بحاجة إلى بعضهما البعض وتزوجا.
تأتي ليلة رأس السنة وجميع ركاب السفينة في حفلة راقصة، ويشجع اوسكار صديقه الجديد ناجيل على أخذ الفرصة مع المثيرة ميمي، تحضر إلى الحفلة الزوجة فيونا بدعوة من اوسكار، وتندفع في رقصة مثيرة مع الفاتنة ميمي، ليعلو صياح الحاضرين إستحسانًا، ولكن البحر العاصف يقاطع المحتفلين، وتغادر فيونا وميمي المكان. يقتحم ناجيل قمرة اوسكار وهو يبحث عن زوجته، ليجدها وميمي عاريتان في الفراش، ويخبره اوسكار أنهما مارسا الجنس سويا، ويمسك ناجيل برقبة اوسكار الذي يصوب إليه مسدسًا، وتأتي المفاجأة عندما يطلق اوسكار عدة طلقات على ميمي النائمة ويوجه طلقته الأخيرة لرأسه.
ينتهي الفيلم بعد تخلص طاقم السفينة من الجثتان، ونجد الطفلة الهندية أمريتا تواسي الزوجين ناجيل وفيونا.

## موسيقى الفيلم
كتب الموسيقار اليوناني فانجيليس الموسيقى التصويرية لفيلم «القمر المر» عام 1990، وتم إنتاج الألبوم بالكامل في غرفة فندق في روما، حيث كان يقيم فانجيليس ليشهد تصوير فيلم رومان بولانسكي. صدر الألبوم عام 1992، يحتوى 19 مقطوعة موسيقية، وفانجيليس هو ملحن وموسيقي يوناني ذو صيت عالمي في مجال موسيقى العصر الجديد، وكان عضوا في فريق «افروديت تشايلد Aphrodite's Child» مع المغني العالمى «ديمس روسوس».

## استقبال الفيلم
عند عرض الفيلم في أوروبا 1992، وفي أمريكا الشمالية 1994، لم يجد رواجًا تجاريًا، وكانت تعليقات النقاد متباينة، حيث علقت مجلة «فارايتي» أن «رومان بولانسكي يقترب من الحضيض» وأن الفيلم «شريحة مزيفة من الدراما»، والفيلم يتراوح بين «كوميديا غريبة أو ألعاب مثيرة»، وعلقت «جانيت ماسلن» في صحيفة «نيويورك تايمز» أن السيد بولانسكي قد يكون سيئ أو مخادع أو متشائم أو محبط في نظرته للحياة، لكن بلا شك هو قدم لنا فيلم سيئ له ذوق خاص، أما نقد «روجر ايبرت» الناقد السينمائي الكبير، فقد جاء إيجابي حيث قال «بولانسكي يقولها دون تنازلات أو إعتذار، وإنه لأمر مضحك كيف يتغاضى النقاد عن ذلك، بولانسكي يعامل هذه الحكاية (المطولة قليلاً من الهوس الجنسي) إلى حدّ ما على أنها كوميديا سوداء ساخرة للغاية ومسلية أيضا بشكل كبير».
كتب «سكوت توبياس» عام 2009: «القمر المّر هو المفضل لدي من أفلام بولانسكي في الفترة الماضية»، والصحفي «ماثيو تيمبيست» إشترك هو والمخرج «كريستوفر نولان» في القول:«إن الفيلم نقطة ضعف». 

## وصلات خارجية
- مقالات تستعمل روابط فنية بلا صلة مع ويكي بيانات